# Cissus migeodii
Cissus migeodii är en vinväxtart som beskrevs av B. Verdcourt. Cissus migeodii ingår i släktet Cissus och familjen vinväxter. Inga underarter finns listade i Catalogue of Life.